# Doug McKay (hockeista su ghiaccio 1929)
Douglas Alvin McKay (Hamilton, 28 maggio 1929 – Burlington, 11 maggio 2020) è stato un hockeista su ghiaccio e allenatore di hockey su ghiaccio canadese.

## Biografia
Nella sua carriera ha giocato perlopiù in International Hockey League (con le maglie di due squadre di Detroit, Detroit Brights Goodyears e Detroit Auto Club) ed in American Hockey League (con gli Indianapolis Capitals).
Coi Capitals ha vinto la Calder Cup del 1950. In quello stesso anno ha disputato il suo unico incontro in NHL, con i Detroit Red Wings, nel corso dei vittoriosi playoff per la Stanley Cup. Il suo nome non è stato materialmente inciso sulla Stanley Cup, ma ne avrebbe avuto diritto: è uno dei due soli giocatori (l'altro è Chris Hayes) ad aver vinto la coppa pur disputando un solo incontro in NHL. Assieme al compagno di squadra Gordon Haidy vanta poi anche il primato di aver vinto Stanley Cup e Calder Cup nella stessa stagione.
Tra gli anni settanta e gli anni ottanta ha allenato, vincendo un'edizione della International Hockey League quando guidava i Kalamazoo Wings.

### Vita privata
Anche il figlio, chiamato Doug come il padre, è divenuto un allenatore di hockey su ghiaccio, attivo soprattutto in campionati europei, dopo una breve carriera da giocatore.

## Palmarès

### Giocatore
- Stanley Cup: 1

Detroit: 1949-1950
- Calder Cup: 1

Indianapolis: 1949-1950

### Allenatore
- Turner Cup: 1

Kalamazoo: 1979-1980